# Ковор
Ковор (словен. Kovor) — поселення в общині Тржич, Горенський регіон, Словенія. Висота над рівнем моря: 512,1 м.

## Відомі уродженці
- Андрей Тавжель — словенський хокеїст та тренер.